# 刘冠三

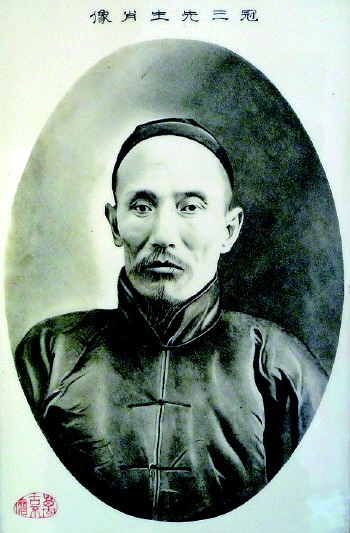

劉冠三（1872年—1925年）名恩賜，字冠三，以字行。山東高密康家莊人。中国民主革命家，中华民国政治人物。

## 生平
幼年，劉冠三在高密縣城富戶家陪讀。1902年春，劉冠三考进山東大學堂師範館。1905年，参加中國同盟會。1906年春，劉冠三、丁耕農在濟南白雪樓集資创办《白話報》館，宣傳革命，后被清政府查封，劉冠三也被開除學籍。後来，劉冠三集資在趵突泉（後来遷至楊家莊）創辦山左公學，聘中國同盟會會員、留日學生徐鏡心、齊樹棠、左汝霖等人任教。劉冠三经常在夜里到學生宿舍發放《民報》《晨鍾》等報刊。
1907年冬，山左公學遭到清政府查封。同年12月，劉冠三为逃避追捕而来到青島。1908年，劉冠三和革命黨人陳幹等人创辦震旦公學。1908年秋，劉冠三、陳幹等人聯絡山东省各界組織保礦會，反對德國侵占山東省的礦權，抵製德貨。震旦公學还組織學生示威遊行，抗議清政府对外软弱无能。1909年，清廷通过和德國駐青島總督交涉，查禁了震旦公學，并准备引渡劉冠三。劉冠三乃从青島逃到高密縣城崇厚堂，此后又先后逃往山东諸城、沂州（今沂水）、曹州（今曹縣）、山西、察哈爾（今属內蒙古）、直隶等地，为時兩年。

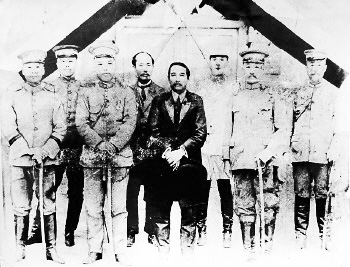
孙中山到济南视察时的合影，图中孙中山后左边是刘冠三，右边是陳幹

1911年秋，劉冠三回到山東，同劉溥霖、蔡自聲等人秘密組建了山東同盟會機關。同年，武昌起義爆发後，山東省宣布獨立。劉冠三赴青島成立了同盟會機關，并购买武器，組織膠濟鐵路沿線搞武裝獨立。山東獨立取消之後，劉冠三赴上海拜会孫中山，孫中山委其光复山東。回到山东之後，劉冠三發動了高密、諸城、即墨的光复獨立以及徐州第三十九混成旅的成立。
中華民國成立之後，劉冠三担任山東省同盟會副會長、山東省臨時議會副議長。1912年，孫中山辭去中华民国临时大總統一職，并出國。孙中山出国前，劉冠三等送孫中山自濟南赴青島。 1913年，第一屆國會成立時，劉冠三任眾議院議員，和徐鏡心、丁惟汾等反對袁世凱的活動，并拒绝袁世凯的贿赂。劉冠三还多次搭救被袁世凯方面逮捕的革命黨人如商震等。1914年，吳大洲、薄子明等人在山東起兵倒袁，劉冠三乃自北京回到山東參加。袁世凯下令逮捕劉冠三，劉冠三经商震、侯延爽等相助而脫險，赴陝西。1916年，第一次恢复國會時，劉冠三继续任眾議院議員。1917年，國會再度遭到解散後，他劉冠三赴廣州，帮孫中山成立護法政府，并担任護法國會眾議院議員、山東招討使，負責山东省軍務，協助南方的革命軍北伐。其間，劉冠三在徐州率军擊敗山东督军張樹元部。1922年，第二次恢复國會時，劉冠三继续任眾議院議員。曹錕賄选时，丁惟汾、王樂平等議員离开北京赴上海，劉冠三患肺癌未离开北京，并為曹錕投票。
1925年，劉冠三因肺癌在北京病逝。1928年，劉冠三迁葬高密縣城西嶺三星台。1987年6月，迁葬高密縣烈士陵園。